# رييس محمد (مقاطعة اشتهارد)
رييس محمد (بالإنجليزية: Mazraeh-ye Rais Mohammad)‏ هي مستوطنة تقع في مقاطعة إشتهارد في إيران.